# Dag van de Dans
Dag van de Dans is een jaarlijks evenement in Vlaanderen en Brussel dat bij het brede publiek de (hedendaagse) dans wil promoten. 
Dag van de Dans nodigt een groot publiek uit om kennis te maken met (hedendaagse) dans, met als doel die kunstvorm meer bekend én bemind te maken. Brussel, en bij uitbreiding Vlaanderen, speelt inmiddels een belangrijke rol in het internationale danslandschap. Maar terwijl choreografen en dansers uit Vlaanderen en Brussel in het buitenland veel lof en waardering oogsten, blijft de spreiding en zichtbaarheid van hun werk in Vlaanderen en Brussel zelf voor verbetering vatbaar.
Als onderdeel van Dag van de Dans stellen gezelschappen, cultuurhuizen, werkplaatsen, filmzalen en musea in heel Vlaanderen en Brussel een origineel en divers programma samen. Het programma bevat niet alleen dansvoorstellingen, maar ook try-outs, dansfilms, workshops en (dans)interventies in de publieke ruimte. De editie van 2017 bereikte ongeveer 18.000 bezoekers.
Dag van de Dans is een initiatief van Kanaries in actie vzw, een samenwerkingsverband van A Two Dogs Company, Action Scénique, Caravan Production, Damaged Goods, Eastman, fieldworks, Great Investment, Grip, Hiatus, Kobalt Works, Kunst/Werk, Kunsthuis Ballet Vlaanderen, kwaad bloed, Les Ballets C de la B, Peeping Tom, Rosas, STUK, Ultima Vez, Voetvolk en wp Zimmer. Die naam is een verwijzing naar de studie van het Vlaams Theaterinstituut (ondertussen opgegaan in Kunstenpunt) uit 2007.

## Edities
- 23 april 2016, met 80 activiteiten op meer dan 50 locaties verspreid over heel Vlaanderen en Brussel;
- 29 april 2017, met 78 uiteenlopende activiteiten met meer dan 100 deelnemende organisaties verspreid over heel Vlaanderen en Brussel;
- 28 april 2018.